# Yoshihiro Takayama
Yoshihiro Takayama (高山 善廣 Takayama Yoshihiro?) (Sumida, Tokio; 19 de septiembre de 1966) es un artista marcial mixto y luchador profesional japonés retirado. Es famoso por su larga carrera en las principales empresas de Japón, entre las que se hallan All Japan Pro Wrestling, New Japan Pro-Wrestling y Pro Wrestling NOAH, siendo uno de los pocos luchadores que ha conseguido todos los títulos principales de las tres promociones. En 2017 un accidente en el ring le rompió el cuello, quedando paralítico y acabando con su carrera.

## Carrera

### Union of Wrestling Forces International (1992-1996)
Takayama comenzó su carrera en Union of Wrestling Forces International, entrando como aprendiz de la estrella principal Nobuhiko Takada. Aunque no consiguió alcanzar un estatus alto, pasados los años se alió con el mayor heel, Yoji Anjo, y con Kenichi Yamamoto, para formar el grupo "Golden Cups", luchando en equipo en los feudos interpromocionales de UWF-i con New Japan Pro-Wrestling y Wrestle Association R.
En 1996, después de haber tenido un combate contra el mismo Nobuhiko Takada, Yoshihiro Takayama fue liberado de su contrato junto con todos los demás al hacerse efectivo el cierre de la empresa.

### All Japan Pro Wrestling (1997-2000)
Después de su salida de Kingdom, compañía sucesora de UWF-i, Takayama fue contratado por All Japan Pro Wrestling, donde entró en un feudo con Toshiaki Kawada. Aunque Takayama se alió con sus antiguos compañeros Masahito Kakihara y Gary Albright para formar un efectivo trío, no consiguió la victoria en el enfrentamiento.
En 1998, Takayama se alió con Takao Omori para formar el equipo No Fear, el cual consiguió un éxito creciente, participando en la Real World Tag League 1998 frente a equipos como Yoshinori Ogawa & Mitsuharu Misawa y Jun Akiyama & Kenta Kobashi. Después del Champion Carnival 1999, No Fear derrotó a Jinsei Shinzaki & Hayabusa para ganar el AJPW All Asia Tag Team Championship y a Johnny Ace & Bart Gunn para hacerse con el AJPW Unified World Tag Team Championship, títulos que conservaron durante meses hasta perderlos ante Ogawa & Misawa.
A mediados de 2000, cuando Mitsuharu Misawa anunció la creación de Pro Wrestling NOAH, Takayama y Omori le siguieron en el consecuente éxodo de luchadores de AJPW.

### Pro Wrestling NOAH (2000-2004)
A su llegada a Pro Wrestling NOAH, Takayama compitió al lado de Omori, hasta que después de unos meses comenzó a centrarse en el terreno individual, participando en el torneo por el inaugural Campeonato Peso Pesado GHC. En él, Yoshihiro derrotó a Kentaro Shiga y Vader para llegar a la final, pero fue vencido en ella por Mitsuharu Misawa. Tras ello, Takayama volvió al equipo No Fear, ganando los Campeonatos en Parejas GHC ante Yoshinari Ogawa & Misawa. Sin embargo, el éxito no les duró mucho, ya que lo perdieron un par de meses después ante Takeshi Rikio & Takeshi Morishima. Posteriormente en la noche 9 de NOAH Navigation Over The Date Line 2002, derrotó a Yoshinari Ogawa ganando el Campeonato Peso Pesado GHC por primera vez. Aunque en Great Voyage 2002, perdió el título ante Mitsuharu Misawa, terminando con un reinado de 14 días (el más corto del título) y 0 defensas exitosas.
En la noche 14 de NOAH Encountering Navigation 2004, se enfrentó a Kenta Kobashi por el Campeonato Peso Pesado GHC, sin embargo perdió.

### New Japan Pro-Wrestling (2003-2004)
Takayama hizo una aparición en la New Japan Pro-Wrestling para formar parte del G1 Climax 2002, donde consiguió la victoria en todos sus combates, hasta que fue apartado de ella en la final por Masahiro Chono. Poco después, declarándose freelance, Yoshihiro empezó a alternar entre NOAH y NJPW, teniendo otra aparición en la G1 Tag League 2003 al lado del kickboxer TOA y luego otra en solitario en el G1 Climax 2004. Durante este tiempo, Takayama ganó el IWGP Heavyweight Championship ante Yuji Nagata, reteniéndolo durante un año hasta perderlo ante Hiroyoshi Tenzan. Sin embargo, Takayama se vengó de Tenzan cuando hizo equipo con Minoru Suzuki para derrotar a Hiroyoshi & Osamu Nishimura en una lucha por el IWGP Tag Team Championship, que se hallaba en su poder. Suzuki y Yoshihiro retuvieron el título ante Genichiro Tenryu & Manabu Nakanishi, Masahiro Chono & Kazunari Murakami y Jushin Thunder Liger & Kensuke Sasaki, hasta perderlo por fin en noviembre de 2004 ante Hiroshi Tanahashi & Shinsuke Nakamura.
En 2004, Takayama sufrió un infarto durante un combate especialmente brutal contra Kensuke Sasaki y se vio obligado a retirarse de los cuadriláteros durante dos años.

### Retorno a Pro Wrestling NOAH (2006-presente)
Yoshihiro volvió a la acción en julio de 2006, comenzando a hacer equipo con el también exluchador de UWF Takuma Sano. Él y Takayama participaron en el torneo por los Campeonatos en Parejas GHC, pero a pesar de llegar a la final fueron batidos ahí por Takeshi Morishima & Mohammed Yone. Takuma y Yoshihiro lucharon en equipo durante los años siguientes, consiguiendo una alta puntuación en la Global Tag League 2008 y teniendo algunas oportunidades por los títulos, pero sin conseguirlos. Después de intensificar sus apariciones en otras empresas, Takayama compitió solo esporádicamente en NOAH, hasta que en 2010 reanudó la actividad a tiempo completo.
A mediados de 2010, participó y ganó en la primera edición del Torneo Global League, derrotando a Jun Akiyama en la Final, obteniendo una oportunidad por el Campeonato Peso Pesado GHC. En la noche 9 de Pro Wrestling NOAH 10th Anniversary ~ Summer Navigation 2010 Part 1, se enfrentó a Takashi Sugiura por el Campeonato Peso Pesado GHC, sin embargo perdió.
Entre agosto y septiembre, tuvo un corto feudo con Go Shiozaki al cual se enfrentó por el Campeonato Peso Pesado GHC en la noche 9 de NOAH Shiny Navigation 2011, sin embargo perdió.
El 18 de julio de 2015 en NOAH Summer Navigation 2015 - Night 1 ~ Pro Wrestling NOAH Business Launch 15th Anniversary Show Vol. 1 tuvo su última oportunidad al Campeonato Peso Pesado GHC al enfrentarse a Minoru Suzuki, sin embargo perdió.

### Pro Wrestling ZERO1 (2007)
A principios de 2007, Takayama inició sus apariciones en Pro Wrestling ZERO1, donde formó un equipo con Kohei Sato para ganar inmediatamente el ZERO1-MAX Intercontinental Tag Team Championship ante los enviados de NJPW Wild Child (Manabu Nakanishi & Takao Omori). Yoshihiro siguió apareciendo en ZERO1 el resto del año, pero sin ninguna participación significativa a excepción de octubre, cuando perdieron el campeonato ante Minoru Fujita & Takuya Sugawara.

### Retorno a All Japan Pro Wrestling (2009)
Tras el retorno de Takayama a la lucha libre en 2006, Yoshihiro fue invitado por su amigo Minoru Suzuki a una serie de eventos de All Japan Pro Wrestling organizados por NOSAWA Rongai, quien había sido compañero de Suzuki al lado del stable Tokyo Gurentai. Al igual que Minoru, Takayama se hizo un competidor regular de los eventos de NOSAWA, además de formar un tag team ambulante con Suzuki para competir en diversas promociones independientes. Finalmente, en enero de 2009, Takayama fue contratado de nuevo por AJPW, donde apareció uniéndose a Suzuki, NOSAWA y el resto en el nuevo equipo GURENTAI.
A pesar de la presencia de grupos como Voodoo Murders, GURENTAI se mantuvo en su posición, y Takayama derrotó a The Great Muta para ganar el AJPW Triple Crown Championship. Los integrantes de la facción pasaron el resto del año compitiendo en equipo, con Takayama defendiendo su título en una ocasión contra Suzuki, así como contra Kohei Suwama. En septiembre, Yoshihiro fue vencido por Satoshi Kojima y perdió el campeonato. Tras ello, dos equipos de GURENTAI compuestos por NOSAWA & Takayama y Suzuki & Taiyo Kea participaron en la Real World Tag League 2009, pero ninguno de los dos ganó el torneo. Takayama pasó el resto del año sin novedad, hasta que en diciembre dejó la empresa.
El 15 de abril de 2010, Takayama hizo una aparición bajo el nombre de TAKAYAMA en un evento producido por NOSAWA, haciendo equipo con SUZUKI para derrotar a Hide Kubota & Yasu Kubota y así entrar a formar parte como miembros honoríficos de la encarnación original de Tokyo Gurentai.

### Retorno a New Japan Pro-Wrestling (2011-presente)
En 2011, Takayama volvió a NJPW como integrante del equipo dirigido por Minoru Suzuki, Suzuki Army.

## En lucha
- Movimientos finales
  - Everest German Suplex[1][2][3] (Deadlift bridging high-angle German suplex)
  - Running jumping knee strike a la cara del oponente[1][2][3]
  - Cross armbar[3]

- Movimientos de firma
  - Haymaker[3] (Right-handed knockout punch)
  - Penalty Kick[3] (Running punt kick a la cabeza del oponente)[1]
  - Super Emperor-Class La Magistral[4] (Arm wrench inside cradle pin)
  - Big boot[3]
  - Dropkick[3]
  - Knee strike al pecho del oponente[1][3]
  - Roundhouse kick a la cabeza del oponente[3]
  - Varios tipos de suplex:
    - Bridging belly to back[3]
    - Bridging full Nelson[2][3]
    - Bridging German
    - Double chickenwing
    - Double underhook[3]
    - Overhead belly to belly[3]
    - Vertical

## Campeonatos y logros
- All Japan Pro Wrestling
  - AJPW Triple Crown Heavyweight Championship (1 vez)
  - AJPW All Asia Tag Team Championship (1 vez) – con Takao Omori
  - AJPW Unified World Tag Team Championship (1 vez) – con Takao Omori

- New Japan Pro-Wrestling
  - IWGP Heavyweight Championship (1 vez)
  - NWF Heavyweight Championship (1 vez)
  - IWGP Tag Team Championship (1 vez) – con Minoru Suzuki

- Pro Wrestling NOAH
  - GHC Heavyweight Championship (1 vez)
  - GHC Tag Team Championship (2 veces) – con Takao Omori (1) y Takuma Sano (1)
  - Global League Tournament (2010)
  - Global Tag League (2010) - con Takuma Sano
  - 2 Days Tag Tournament (2011) - con KENTA

- Pro Wrestling ZERO1
  - NWA Intercontinental Tag Team Championship (1 vez) – con Kohei Sato
  - Akebono-do Ultimate Tag Tournament (2012) - con Minoru Suzuki

- Tenryu Project
  - Tenryu Project Six-Man Tag Team Championship (1 vez) - con Tatsutoshi Goto & Daisuke Sekimoto

- Wrestle Association R
  - WAR World Six-Man Tag Team Championship (1 vez) - con Yoji Anjo & Kenichi Yamamoto

- Pro Wrestling Illustrated
  - Situado en el N°27 en los PWI 500 de 2002[5]
  - Situado en el N°60 en los PWI 500 de 2003[6]
  - Situado en el N°164 en los PWI 500 de 2008[7]
  - Situado en el Nº60 en los PWI 500 de 2009[8]
  - Situado en el Nº40 en los PWI 500 de 2010[9]

- Wrestling Observer Newsletter
  - WON Mejor luchador brawler (2002)
  - WON Combate del año (2002) contra Don Frye el 23 de junio

- Tokyo Sports Grand Prix
  - Luchador del año (2003)
  - MVP (2003)
  - Equipo del año (2004)[10] - con Minoru Suzuki
  - Actuación destacada (2002)
  - Retorno del año (2006)
  - Lucha del año (2002) contra Yuji Nagata el 2 de mayo

## Récord en artes marciales mixtas
| Resultado | Récord | Oponente        | Método                        | Evento                | Fecha                   | Ronda | Tiempo | Localización              | Notas |
| --------- | ------ | --------------- | ----------------------------- | --------------------- | ----------------------- | ----- | ------ | ------------------------- | ----- |
| Derrota   | 0-4    | Bob Sapp        | Sumisión (cross armbar)       | Inoki Bomb-Ba-Ye 2002 | 31 de diciembre de 2002 | 1     | 2:16   | Saitama, Japón            |       |
| Derrota   | 0-3    | Don Frye        | TKO (puñetazos)               | PRIDE 21              | 23 de junio de 2002     | 1     | 6:10   | Saitama, Japón            |       |
| Derrota   | 0-2    | Semmy Schilt    | KO (puñetazos)                | PRIDE 18              | 23 de diciembre de 2001 | 1     | 3:09   | Fukuoka, Japón            |       |
| Derrota   | 0-1    | Kazuyuki Fujita | Sumisión (arm triangle choke) | PRIDE 14              | 27 de mayo de 2001      | 2     | 3:10   | Yokohama, Kanagawa, Japón |       |